# Kreisleriana

Les Kreisleriana sont un recueil de treize nouvelles d'Ernst Theodor Amadeus Hoffmann attribuées par lui à son alter ego, le maître de chapelle Johannès Kreisler. Publiées dans la presse sous la forme de critiques musicales entre 1810 et 1814, elles sont parmi les premières œuvres littéraires d'Hoffmann et ont été réunies en volume dans les Fantaisies à la manière de Callot (1813-1815).
Cette œuvre a inspiré à Robert Schumann ses Kreisleriana, huit pièces pour piano, opus 16 (1838).
Les Kreisleriana comprennent:
- Les Souffrances musicales du maître de chapelle Johannès Kreisler
- Ombra adorata
- Pensées sur la haute dignité de la musique
- La Musique instrumentale de Beethoven
- Pensées extrêmement éparses
- Le Parfait machiniste
- Lettre du baron Wallborn au maître de chapelle Kreisler
- Lettre du maître de chapelle Kreisler au baron Wallborn
- Club poético-musical de Kreisler
- Nouvelles d'un jeune homme cultivé
- L'Ennemi de la musique
- Sur une remarque de Sacchini
- Lettres de maîtrise de Johannès Kreisler